# 飯塚日新館小学校
飯塚日新館小学校（いいづかにっしんかんしょうがっこう）は、福岡県飯塚市柏の森にある私立小学校。設立母体は学校法人飯塚学園（権堂義博理事長）。2008年(平成20年）生徒減少による経営難で廃校となった日新館高等学校跡地に2015年（平成27年）4月開校。

## 教育の特色
- グローバル社会を生き抜き、国際社会や国、地域のリーダーとして貢献できる人間の礎を築いていくことを目指す
- 知・徳・体・意の調和のとれた全人教育を目指す-すすんで考え学び合う（知）、まっすぐな心で人と向き合う（徳）、いつでも元気いっぱい活動する（体）、ルールを守って粘り強く取り組む（意）

## 沿革
- 1978年（昭和53年） - 権堂義幸理事長、日新館高等学校 (福岡県)開校。
- 2000年（平成12年） - 新年度より男女共学化。
- 2005年（平成17年） - 日新館高等学校閉校騒動がNHK全国ニュースで放映。
- 2008年（平成20年） - 日新館高等学校閉校。
- 2014年（平成26年） -　飯塚日新館小学校許可申請。
- 2015年（平成27年） -　飯塚日新館小学校開校。

## 系列校
- 飯塚日新館中学校
- 小倉日新館中学校
- 美萩野女子高等学校
- 常磐高等学校 (福岡県)
- 高稜高等学校